# Amina Berrichi
Amina Nadjet Berrichi, née le 16 mai 1995 à Oran, est une véliplanchiste algérienne.

## Carrière
Amina Berrichi débute la planche à voile à l'âge de 16 ans au club Sindbad d'Oran. Après une médaille d'argent en Longboard aux Championnats d'Afrique 2014, elle est médaillée d'or aux Championnats d'Afrique de RS:X 2019 à Alger et se qualifie pour les Jeux olympiques d'été de 2020 à Tokyo. Elle remporte ensuite la médaille d'or en RS:X aux Championnats arabes de 2019.